# Paracontias brocchii
Paracontias brocchii är en ödleart som beskrevs av  François Mocquard 1894. Paracontias brocchii ingår i släktet Paracontias och familjen skinkar. IUCN kategoriserar arten globalt som nära hotad.
Artens utbredningsområde är norra Madagaskar. Inga underarter finns listade i Catalogue of Life.